# Техноид
Техноид (англ. technoid) — подстиль драм-н-бейса, который возник в середине 2000-x годов.

## Стиль
Как следует из названия, он представляет собой смесь техно и драм-н-бейса, используя в качестве основы очень динамичные, характерные для техно, звуки и перкуссии поверх ударных. Звучание technoid сильно отличается от характерного для драм-н-бейса. Ближе всего к нему стоят нейрофанк и текстеп.
Но, в отличие от нейрофанка, в техноиде резкие синтовые басы (одна из ключевых особенностей нейрофанка) практически не имеют значения, и иногда используются только в «урезанном» варианте. В отличие от текстепа, он более динамичный, прямой, и с меньшим количеством искажений звука.
Общие черты современного техноида таковы: урезанные перкуссии, ударные лупы, тёмная, холодная и психоделичная мелодия, основанная на различных техноидных звуках, пищаниях, шумах и т. п., которые в дальнейшем, повторяясь, ложатся на главную бочку.